# Ursula Schaar
Ursula Schaar (* 30. August 1923 in Berlin; † 28. April 2005 ebenda) war eine deutsche Pädagogin und Landespolitikerin (AL, dann Die Grünen). Sie gehörte dem Abgeordnetenhaus von Berlin von 1981 bis 1983 an.

## Biografie
Ursula Schaar stammte aus einer Neuköllner Arbeiterfamilie. Sie absolvierte ein Lehramtsstudium, arbeitete als Grundschullehrerin und engagierte sich in der Gewerkschaft Erziehung und Wissenschaft (GEW). Sie war die Mutter des 2003 vom Deutschen Bundestag zum Bundesbeauftragten für den Datenschutz und die Informationsfreiheit gewählten Peter Schaar.

## Politik
Nach dem Zweiten Weltkrieg trat Ursula Schaar in die SPD ein, der sie bis in die 1960er Jahre angehörte. Als eine der wenigen aus der damals älteren Generation trat sie der Alternativen Liste und später dem Berliner Landesverband der Grünen bei, deren Bundesvorstand sie zeitweise angehörte. Sie wurde 1981 in das Berliner Abgeordnetenhaus gewählt, dem sie als schulpolitische Sprecherin ihrer Fraktion für eine halbe Legislaturperiode angehörte. Sie schied am 24. Februar 1983 durch Rotation aus und wurde von Jürgen Wachsmuth abgelöst. Im selben Jahr trat sie aus der AL aus.